# Thrall (Texas)
Thrall város az USA Texas államában, Williamson megyében. Lakosainak száma 816 fő (2020. április 1.).

## Népesség
A település népességének változása:
| Lakosok száma | 712  | 839  | 816  |
|               | 2000 | 2010 | 2020 |